# Liste de clubs marocains de football
Cette liste comprend les clubs marocains de football évoluant où ayant évolué dans les quatre premières divisions marocaines.
- Haut – A
- B
- C
- D
- E
- F
- G
- H
- I
- J
- K
- L
- M
- N
- O
- P
- Q
- R
- S
- T
- U
- V
- W
- X
- Y
- Z

## A
- AABS - Amjad Bernoussi
- AAGK - Amal Aknoul Gzenaya kadir
- ACAB - Amal Club Azrou Badiaa
- ACB - Amal Club Belksiri
- ACM - Amal Casablanca Moha
- ACS -  Association Chabab Sonasid
- ACS - Amal Club de Salé
- ACSS - Amal Club Souk Sebt
- ADABM - Achbal Dahra Ain Bni Mathar
- AET - Association Etoile Tiznit d'Athletisme
- AEDT - Association Etoile Diewhirst Tanger
- AETA - Association Etoile Tiznit d'Athletisme
- AIR - Amjad Inahnahen Rif
- AOS - Amal d'Oujda Salmy
- APBS - Association Perle Bleue Saidia
- ARA - Amal Riadi Arutt
- ARBSF - Association Raja Ben Souda Fès
- ARSO - Association Raja Sportive Oujda
- ASAIM - Association Sportive Achbal Ismalia Meknès
- ASAM - Association Sportive Amal Msousete
- ASB - Amal Sidi Bennour
- ASCFM - Association Sportive Chemin de Fer Meknès
- ASCK - Association Sportive Chabab El Khiam
- ASCSO - Association Sportive Club Saada Oujda
- ASDM - Association Sportive Difaa Msernat
- ASFAR - Association Sportive des FAR
- ASHB - Association Sportive Hassi Blal
- ASJ - Association Sportive Jerada
- ASLM - Association Sportive Lafarge Maroc
- ASM - Amal Sidi Hrazem
- ASM - Association Sportive Mansouriya
- ASM - Association Sportive de Marrakech
- ASMJ - Association Sportive Ministere du Justice
- ASNSA - Association Sportive Najah Souss Agadir
- ASO - Amjad Sidi Othmane
- ASOF - Association Sportive Office Formation Professionnelle
- ASPTTC - Association Sportive Poste Téléphone et Télégraphe Casablanca
- ASPTTR - Association Sportive Poste Téléphone et Télégraphe Rabat
- ASRATR - Association Sportive Régie Autonome Transport Rabat
- ASR - Association Sportive de Rabat-Salé
- ASS - Association Sportive de Salé
- AST - Association Sportive de Taza
- ASTF - Association Sportive de Tanger-Fès
- AUFI - Association Union Fath Inezgane
- AUIF - Association Union Imzouren Football
- AWAC - Association Wifak Athletic de Casablanca

## C
- CAC - Club Athletic Casablanca
- CACM - Chez Ali Club de Marrakech
- CAK - Chabab Atlas Khénifra
- CAS - Club Aït Said
- CAYB - Club Athletic Youssoufia Berrechid
- CCFAC - Club Chabab Fath Athletic Casablanca
- CCH - Club Chabab Haouara
- CEA - Chabab Essoukhour Assaouda
- CHAO - Club Honneur Angad Oujda
- CHH - Chabab Hay Hassani
- CHL - Chabab Larache
- CHMM - Chabab Hay Mohammadi Marrakech
- CJBG - Club Jeunesse Ben Guerir
- CJSS - Club Jeunesse Sportif Segangan
- CM - Chabab M'Rirt
- CMB - Club Manar Boujdour
- CNM - Club Najm Midar
- COC - Club Olympique de Casablanca
- CODM - CODM de Meknès
- COST - Club Olympique Sportif Taza
- CRA - Chabab Rif Al Hoceima
- CRA - Chabab Riadi Aklim
- CRB - Chabab Riadi Berkane
- CRD - Chabab Riadi Driouch
- CRS - Chabab Riadi Salmi
- CSA - Club Sportif Azrou
- CCSH - Chabab Sakia Hamra
- CSF - Club Sportif Fnideq
- CSK - Club Sportif Kasri
- CSMC - Club Sportif Medina Casa
- CSMO - Club Sportif de la Municipalité de Ouarzazate
- CSWA - Club Sportive Wafa Agadir
- CWBS - Club Wifaq Bouznika Sportif

## D
- Difaa Aïn Sebaa
- DHJ - Difaâ Hassani d'El Jadida
- Difaa Riad Meknassi Zaitoun
- Difaa Sportif de Safi
- Départ Taourirt

## E
- EJSC - Étoile Jeunesse Sportive de Casablanca

## F
- FN - Fath Nador
- FSB - Fath Sidi Bennour
- FUS - Fath Union Sports

## H
- HAC - Hayat Athletic Casablanca (Dreb Ghallef)
- HAN - Hilal Athletic Nador
- HBM - Hassania de Ben Slimane
- HGS - Hassania de Guercif Sportive
- HSC - Hassania Sportive de Imi-ntanout
- HSM - Hassania de Sidi Slimane
- HUSA - Hassania Union Sportive d'Agadir

## I
- ICM - Idéal Club Marocain
- ICM - Ismailia Club de Meknès
- IFBS - Ittihad Fkih Ben Salah
- IRT - IR Tanger
- IZK - Ittihad Zemmouri de Khémisset

## J
- JOO - Jeunesse Olympique Ouezzane
- JSM - Jeunesse Sportive d'El Massira

## K
- KAC - Kénitra Athletic Club
- KACM - Kawkab Athlétique Club de Marrakech

## M
- MAS - Maghreb Athletic Sportive
- MAT - Maghreb Atlético Tétouan
- MCO - Mouloudia Club d'Oujda
- Mouloudia Laâyoune

## N
- Nadi Kasri
- Najah Meknès
- Najah Souss
- Najm de Marrakech
- Najm Soualem

## O
- OCK - Olympique Club de Khouribga
- OCS - Olympique Club de Safi
- OD - Olympique Dcheira
- OMR - Olympique Marocain de Rabat
- Olympique Youssoufia
- Olympique Ziz Rich

## Q
- Qods Taza

## R
- RAC - Racing Athletic Club
- RBC - Rachad Bernoussi Club
- RBM - Raja de Beni Mellal
- RCA - Raja Club Athletic
- RCAZ - Renaissance Club Athletic Zemamra
- RCH - Raja Club Al Hoceima
- RCMA - Raja Cercle Municipalité d'Agadir
- RCOZ - Rapide Club Oued Zem
- RSB - Renaissance Sportive de Berkane
- RSS - Renaissance Sportive de Settat
- Renaissance El Gara
- Renaissance Martil
- Renaissance Tiflet

## S
- SAM - Sport Athlétique de Marrakech
- SCM -Sporting Club de Mazagan
- SCCM - Sportive Club Chabab Mohammédia
- SCCR - Sporting Club Cheminots des Roches Noires
- SM - Sadakat Meknès
- SM - Stade Marocain

## T
- TAS - Tihad Athletic Sport
- Talaba Bioukri
- Tihad Chaouen
- TSI - Tihad Sidi Ifni
- TSS - Tihad Sportive de Salé

## U
- USA - Union Sportive Athlétique
- USAT - Union Sportive Amal de Tiznit
- USF - Union Sportive de Fès
- USI - Union Sportive d'Inzegane
- USK - Union Sidi Kacem
- USM - Union Sportive Marocaine
- USM - Union Sportive de Meknès
- USM - Union Sportive de Mohammédia
- USMA - Union Sportive Municipale d'Ait-Melloul
- USO - Union Sportive d'Oujda
- USRS - Union Sportive de Rabat-Salé
- UST - Union Sportive de Taroudant
- UST - Union Sportive de Témara
- UTS - Union Touarga Sportive
- UYM - Union Yacoub El Mansour

## W
- WAC - Wydad Athletic Club
- WAD - Wydad Athletic de Dcheira
- WAF - Wydad Athletic de Fès
- WAS - Wydad Athletic de Sefrou
- WAT - Wydad Athletic de Taza
- WST - Wydad Sportive de Témara
- WIC - Wifak Inzgan Club
- WJT - Wydad Juventud Tanger
- WSA - Wafa Sportive d'Agadir
- WSC - Wydad Serghini Club
- WSM - Wafa Sidi Moumen
- WWC - Wafa Wydad Club

## Y
- YCR - Youssoufia Club de Rabat